# Llibre d'hores

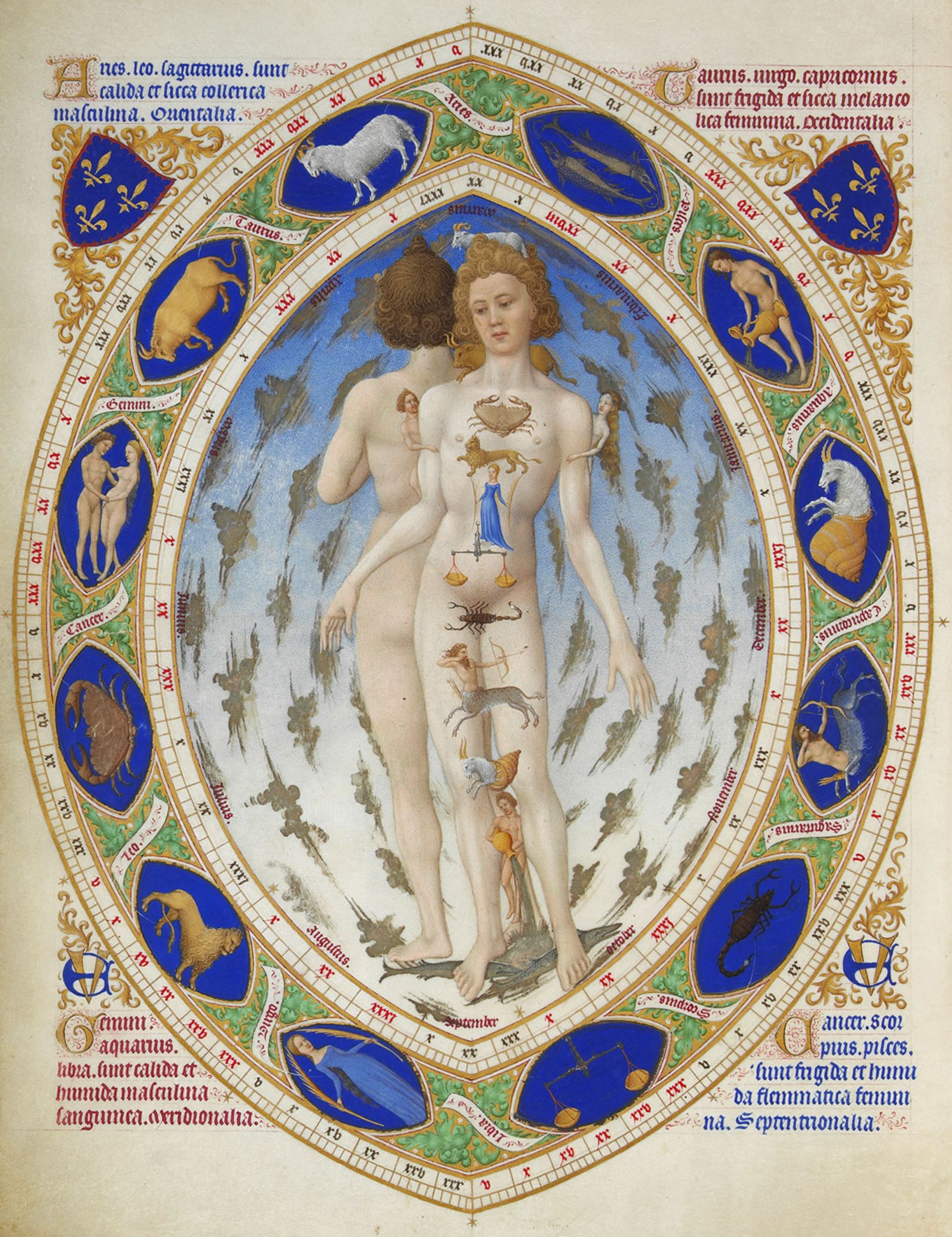
Anatomia humana, miniatura de les Molt riques hores del Duc de Berry

Un llibre d'hores era un llibre de devoció particular que conté els salms, textos i pregàries perquè una persona pugui seguir la litúrgia de les hores ell mateix, de manera individual.
En la seva forma inicial, un llibre d'hores no reunia més que els textos apropiats a les hores litúrgiques. Amb el temps, el seu text s'enriqueix amb altres elements com el calendari litúrgic o les oracions i els textos de les misses per a certs dies o festivitats.
Molt sovint van ésser il·luminats i constitueixen una important documentació sobre la vida als segles XIV-XVI i una font iconogràfica fonamental sobre la cristiandat medieval. Cap a la fi del segle xv, també van ser impresos, il·lustrats amb xilografies. La impremta va impulsar la seua difusió.
El més cèlebre llibre d'hores són Les molt riques hores del Duc de Berry realitzades pels germans de Limburg entre 1412 i 1416 per al duc Joan I de Berry - que encarregà igualment Les petites hores de Joan de Berry, Les belles hores del Duc de Berry i Les riques hores del Duc de Berry, altres llibres d'hores igualment valuosos.
A Catalunya, es va fer el Llibre d'hores de la reina Maria de Navarra el segle xiv, redactat gairebé íntegrament en català i il·luminat.
Molt sovint, al segle xv, el llibre d'hores era el primer llibre comprat, i ben sovint l'únic.
Alguns llibres d'hores contenien supersiticions i oracions heterodoxes, sobretot els llibres en llengua romanç, pel que foren inclosos a l'Index Librorum Prohibitorum.

## Historiografia

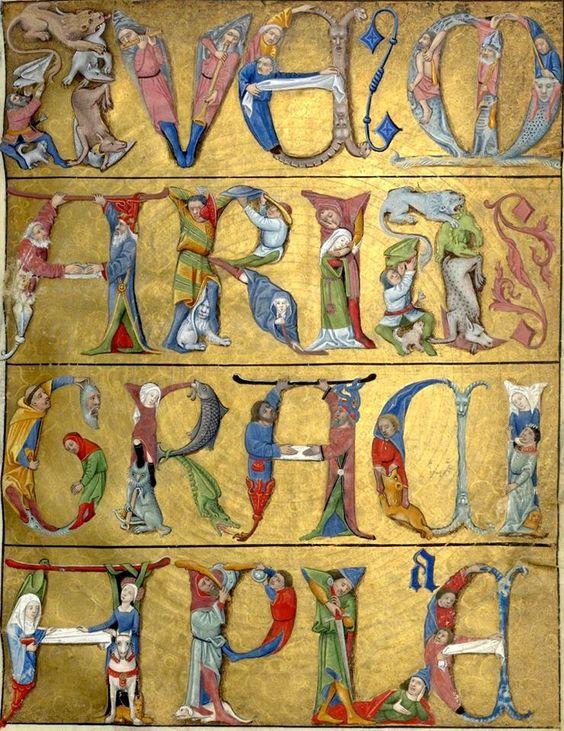
Ave Maria en Heures de Charles d'Angoulême

La historiografia reitera que el llibre d'hores neix a partir del Breviari, el llibre de devoció de les i dels religiosos per excel·lència, per a ser el breviari de laiques i laics, que mantenen la devoció però no poden dedicar gran part del seu temps al món al rés i a la contemplació. El llibre d'hores és, doncs, una reducció del breviari perquè les dones i homes laics puguin resar les hores canòniques marcades per l'Església. D'altra banda, el llibre d'hores recull, en especial a partir del segle xiv, un programa de textos i imatges amb poques variants textuals i iconogràfiques. Possiblement, part del seu èxit a la baixa edat mitjana es deu a la seva versatilitat, perquè s'adapta a les devocions personals i locals —tant pel que fa a la seva composició textual com iconogràfica—, i perquè és un llibre que defuig el control directe de l'Església. El gust i desig personal de la o del comitent es pot apreciar en la tria d'algunes oracions, en l'elecció de les santes i sants de devoció particular, en el calendari, en els textos de les lliçons de les hores, i en les imatges que acompanyaven cada cicle; així com en l'enquadernació. Aquestes variants podien ser d'elecció pròpia i singular de la o del futur propietari del llibre, o d'aquella o aquell que l'oferia com a regal, però també podia ser una elecció de les persones que confeccionaven el llibre —un escriptori monàstic, un taller librari o més tard un taller d'impremta.
La presència del llibre d'hores creix al mateix temps que s'obren camí els elements que porten a una interiorització de la religió. l'oració es transforma en un acte íntim, en un diàleg espiritual de l'ànima amb Déu. La imatge del llibre d'hores entre les mans es converteix així en una invitació a la pregària i al recolliment, perquè aquest llibre implica un tipus d'oració mental, privada, en silenci, preludi d'una nova forma d'entendre la devoció.
Serveix així mateix per iniciar els primers passos en la lectura, és a dir, serveix com a beceroles, per a conèixer les primeres lletres i per aprendre a llegir les primeres síl·labes. Aquest ús vincula, doncs, el llibre d'hores a l'aprenentatge i a la mare, o aquella o aquell que acompanya la criatura en els seus primers passos en la vida, i la inicia en el rés, en la lectura i l'escriptura (com indiquen les imatges comentades de Santa Anna i la Verge Maria). La reina de França Isabel de Baviera (1371-1435), per exemple, va manar realitzar un llibre d'hores per a la seva filla Joana, i un A, B, C dels salms per a l'altra filla, Michèle; les dues nenes tindrien uns sis o set anys. Esdevenia doncs, el Llibre d'Hores, un vehicle d'alfabetització i de primera instrucció: llegint una o altra pàgina del còdex, seguint amb els ulls i “sil·labejant en veu alta, les lletres, fins a assolir una compressió del text”.